# Faldón
El faldón es una falda que se pone a los bebés y que les cubre desde la cintura hasta los pies. «Diccionario de la lengua española».

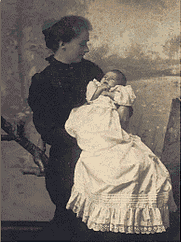
Bebé con faldón de bautismo

El faldón es una prenda elegante que se utiliza para salir a la calle o para recibir invitados en casa. Se fabrica en organdí o en otras telas de algodón y se adorna con bordados, puntillas y cintas de colores beige, rosa o celeste. El faldón abrocha con botones en uno de los laterales y se ajusta a la cintura con un lazo. 
Durante la ceremonia del bautismo, es clásico cubrir al niño con un faldón más largo y rico que el de diario. Tradicionalmente, se trata de un faldón prestado por un familiar o heredado de anteriores generaciones.